# 五味敏雄
五味 敏雄（ごみ としお）は、日本の実業家。三省堂代表取締役社長を務めた。

## 略歴
長野県茅野市出身。長野県諏訪清陵高等学校卒業。三省堂出版局長、同社常務取締役を経て、同社代表取締役社長。2005年同社特別顧問。辞典協会会長。社会福祉法人多摩大和園理事長。

## 著書
- 『こどもひらがな絵じてん』三省堂
- 『こどもかずの絵じてん』三省堂